# Perdita frontalis
Perdita frontalis är en biart som beskrevs av Timberlake 1968. Perdita frontalis ingår i släktet Perdita och familjen grävbin. Inga underarter finns listade i Catalogue of Life.